# 암도

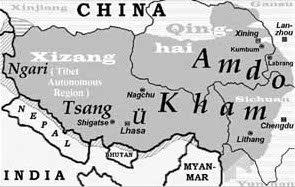
티베트의 암도와 캄

암도(티베트어: ཨ༌མདོ, 중국어 정체자: 安多, 병음: Ānduō, 안다)는 티베트의 동북쪽에 있는 지역이다. 현재의 중화인민공화국 칭하이성 일대가 해당된다.